# حاجبية بنية نمطية
الحاجبية البنية النمطية (باللاتينية: Ophrys fusca subsp. fusca) نويع نباتي ضمن نوع الحاجبية البنية ينتمي إلى جنس الحاجبية من الفصيلة السحلبية.

## التسمية
الأوفريس هي كلمة أصلها من اللغة اليونانية.

## الموئل والانتشار
موطن هذا النوع بلاد الشام والمغرب العربي ومعظم مناطق حوض البحر الأبيض المتوسط.